# Palacios de Riopisuerga
Palacios de Riopisuerga – gmina w Hiszpanii, w prowincji Burgos, w Kastylii i León, o powierzchni 10,34 km². W 2011 roku gmina liczyła 33 mieszkańców.